# Karl Johansslussen

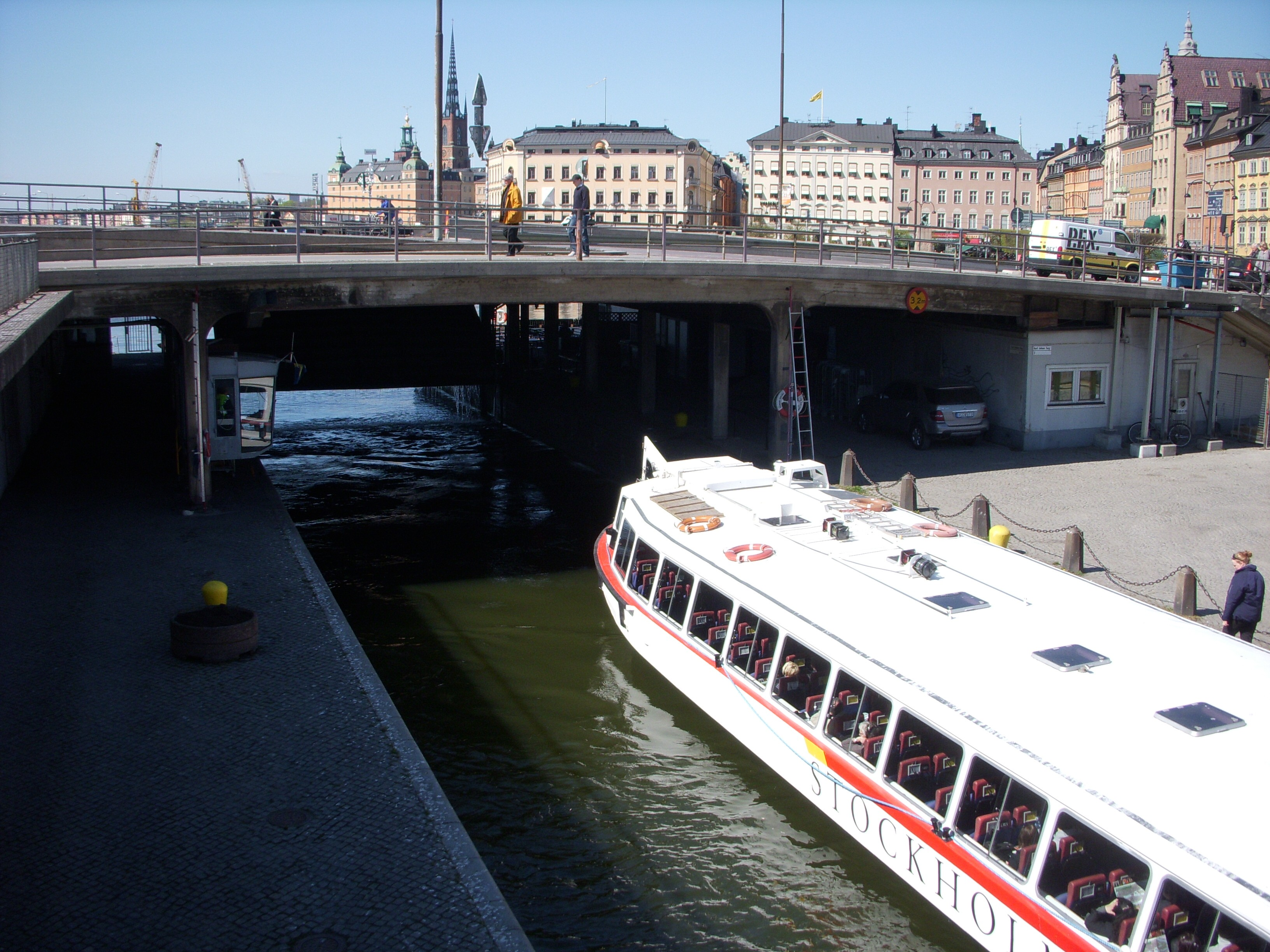
Karl Johansslussen i april 2009.

Karl Johansslussen (även Karl Johan-slussen) var den fjärde slussen i ordningen som anlades vid nuvarande Slussen i Stockholm. Anläggningen har sitt namn efter kung Karl XIV Johan, och byggdes för båttrafik genom Söderström mellan Mälaren och Saltsjön. Efter 36 år av utredningar och fyra års byggtid invigdes slussen den 15 oktober 1935 tillsammans med trafikplatsen Slussen. Karl Johansslussen föregicks av Nils Ericsons sluss från 1850. Dess slussränna finns kvar men är helt överbyggd och används sedan 1935 för reglering av Mälaren. Den första slussen på denna plats var Drottning Kristinas sluss från 1642. I samband med ombyggnaden av Slussen anlades den nya Victoriaslussen.

## Bakgrund

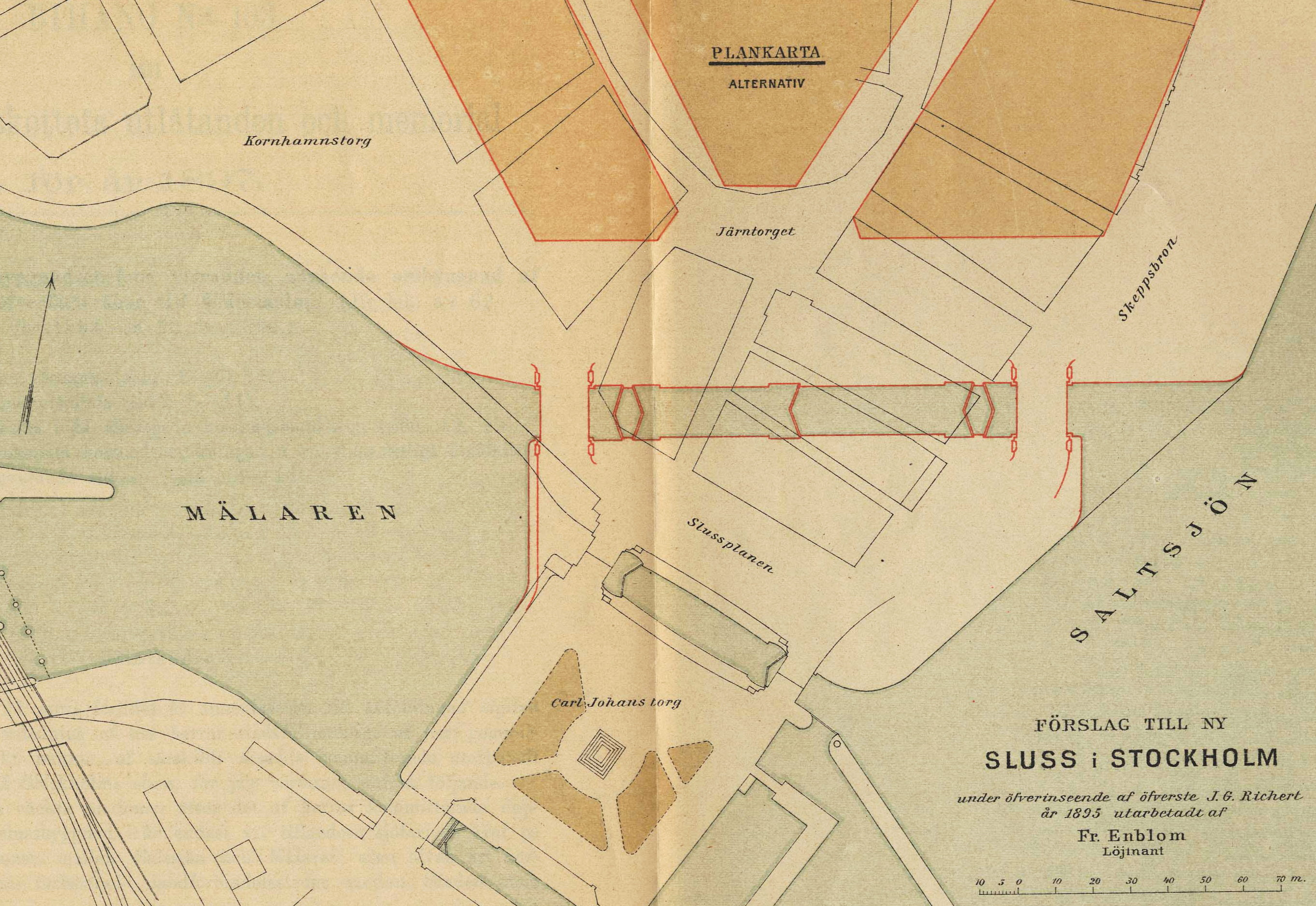
Richert och Enbloms förslag till ny sluss genom södra kvarteren i Gamla stan, 1895.

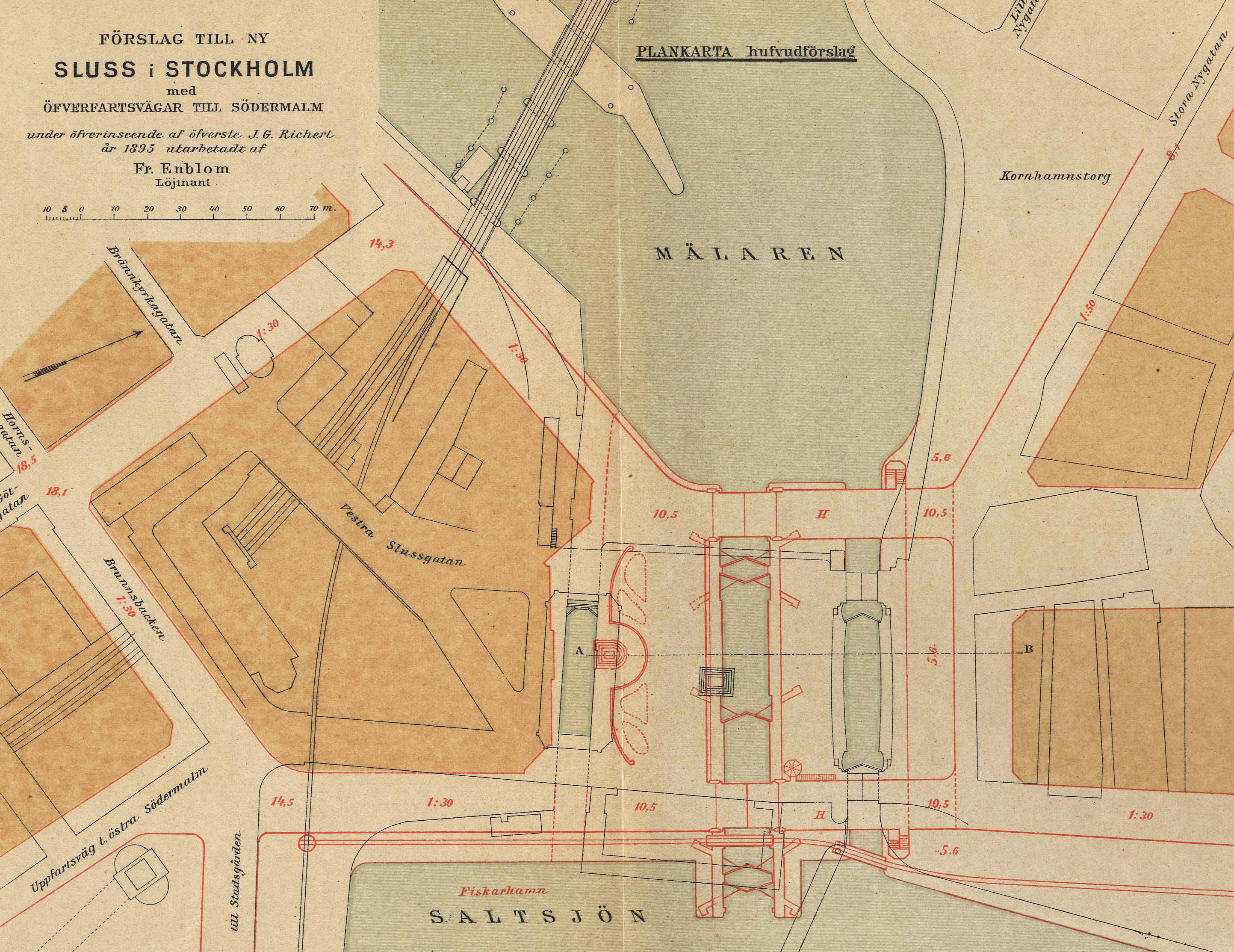
Richert och Enbloms förslag till ny sluss över Karl Johans torg, 1895.

Ökande trafik på vatten, på vägarna och på spår i kombination med ständiga broöppningar för Nils Ericsons sluss ledde kring sekelskiftet 1900 till omfattande trafikproblem i Slussenområdet. En lång rad ingenjörer och arkitekter försökte hitta en lösning på problemet.
År 1895 presenterade ingenjörerna Johan Gustaf Richert och Fredrik Enblom två alternativ till ombyggnad av Slussenområdet med en ny stor sluss. Det ena alternativet föreslog en nordlig placering diagonalt genom Gamla stans södra kvarter Narcissus, Cadmus, Achilles och Mesusa. Det andra förordade en central placering över Karl Johans torg. År 1902 kom Richert och Enblom med ytterligare ett förslag där Södra stadshuset revs och ett helt nytt Södermalmstorg skulle skapas, samtliga förslag förkastades.
År 1905 framlades en ny lösning av Richert och Enblom där arkitekt Isak Gustaf Clason stod för den estetiska gestaltningen i nybarock. Ferdinand Boberg, dåvarande chef för Stockholms Byggnadskontor utformade 1906 en egen monumentallösning. Även Bobergs förslag förutsatte en rivning av Södra stadshuset, vilket inte gillades av Samfundet S:t Erik och Svenska Teknologföreningen. 1913 presenterade den ansedde arkitekten Carl Bergsten ett eget förslag där Södra stadshuset bevarades. Under första världskriget vilade frågan.
Efter kriget och fram till 1930 ökade trafiken ungefär 800 procent. En trafikräkning år 1930 visade att cirka 240 000 människor passerade slussbroarna dagligen, av dessa färdades cirka 150 000 personer med spårvagn eller buss. Bilar kunde köa i timmar och uttrycket Slusseneländet lanserades.
När vattenvägen Hammarbyleden öppnades 1929 behövde broarna inte längre öppnas så ofta, men trafikproblemen kvarstod och Stockholmarna menade skämtsamt att om man begav sig in i ”Slussenelendet” med en ny och modern bil så kom man ut med en gammal och omodern.
Ett nytt Slussenområde behövdes, som fick ta hänsyn till sjö-, land och spårtrafik och inte som tidigare bara till sjötrafiken genom slussen. I april 1931 sammanträdde Slussbyggnadskommittén för första gången. Det högsta ansvaret hade borgarrådet Yngve Larsson, som var ordförande för 1930 års trafikkommitté, Slussbyggnadskommittén och gatunämnden. Planeringsarbetet leddes av ingenjör Gösta Lundborg på stadsplanekontoret och arkitekt Tage William-Olsson, 1934 blev Holger Blom ansvarig arkitekt för projektet (se även Planering och uppförande av trafikplatsen Slussen).

## Slussbygget

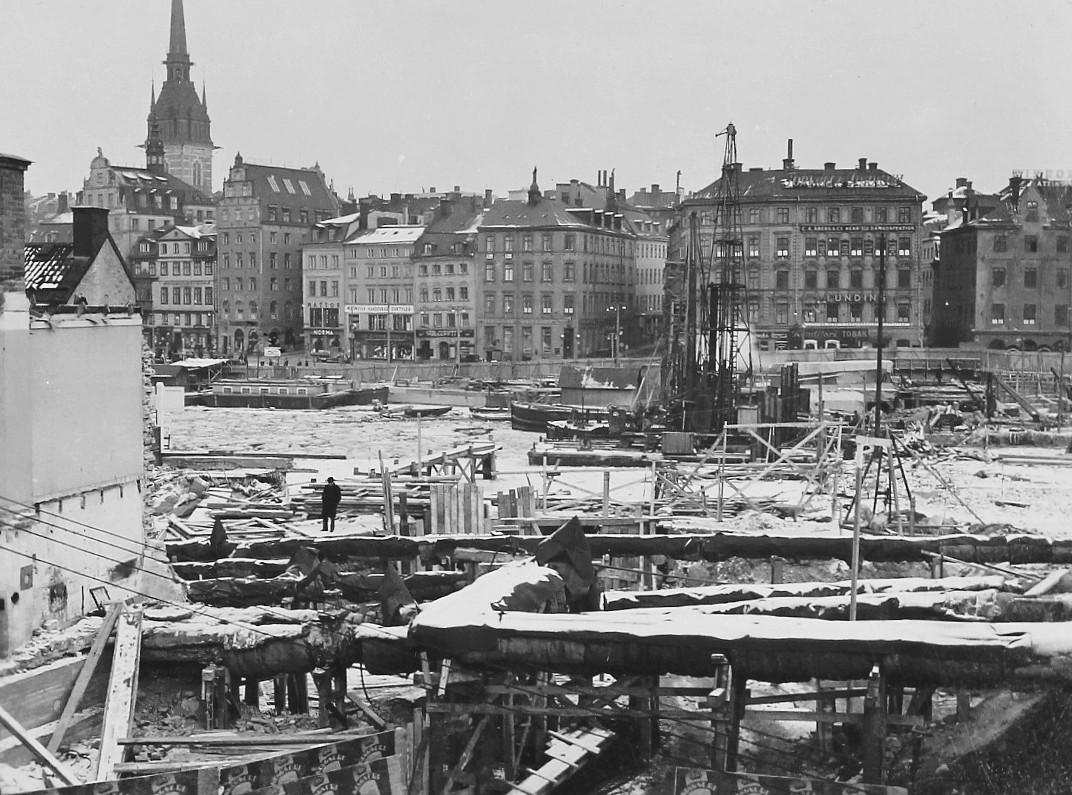
Slussbassängens grundläggning pågår, pålkranens syns i bakgrunden, 1932.

År 1931 började byggarbetena med den nya slussen. Stora delar av den äldre bebyggelsen som flankerade Nils Ericsons sluss revs. Slusskanalen och -bassängen placerades mellan de två tidigare slussarna och saknade öppningsbara broar. I samband med byggnadsarbetena stötte man på Polhems gamla kassun från 1750-talet. Trävirket i denna var oskadat.
Exakt som på tidigare slussbyggen på denna plats byggdes provisoriska fördämningar för att hålla arbetsområdet torrt. Under byggarbetena som varade fyra år kunde inga båtar och fartyg passera Söderström, de fick istället använda den nya vattenvägen via Hammarby sjö, kallad Hammarbyleden, som öppnade för trafik 1929.
Slusskanalen och -bassängen  är en betongkonstruktion grundlagd med den så kallade frankimetoden. Metoden utvecklades av den belgiske ingenjören och uppfinnaren Edgard Frankignoul på 1900-talets början och innebär att betong pressas ner genom ett nedslaget 15 till 20 meter långt stålrör. När sedan stålröret dras upp igen blir en betongpelare kvar med en betongklump längst ner. Metoden, som inte tidigare använts i Sverige, utfördes av det belgiska specialföretaget Société des Pieux Armés Frankignoul.
Även bottenplattan utfördes i betong, kanalens övre delar kläddes med granitplattor. Slussbassängen utfördes 75 meter lång, 10 meter bred och 3,5 meter djup. Nivåskillnaden mellan Mälaren och Saltsjön (medelvattenstånd) är 0,7 meter och segelfri höjd ligger mellan 4,9 meter och 5,5 meter beroende på det aktuella vattenståndet. Slussportarna öppnas och stängs genom att lyftas upp till taket eller sänkas ner därifrån. Varje port har varsitt maskineri. Denna typ av fällbara slussportar kan öppnas och stängas oberoende av vattentrycket. Utrustningen levererades av bland annat Götaverken, ASEA och Motala Verkstad. Carl Bjuke, chef för konstruktionskontoret och kapten vid Väg- och vattenbyggnadsstyrelsen ansvarade för arbetena med slussen. Den 15 oktober 1935 invigdes både Karl Johansslussen och trafikapparaten Slussen under festliga former av kung Gustaf V.

## Historiska bilder

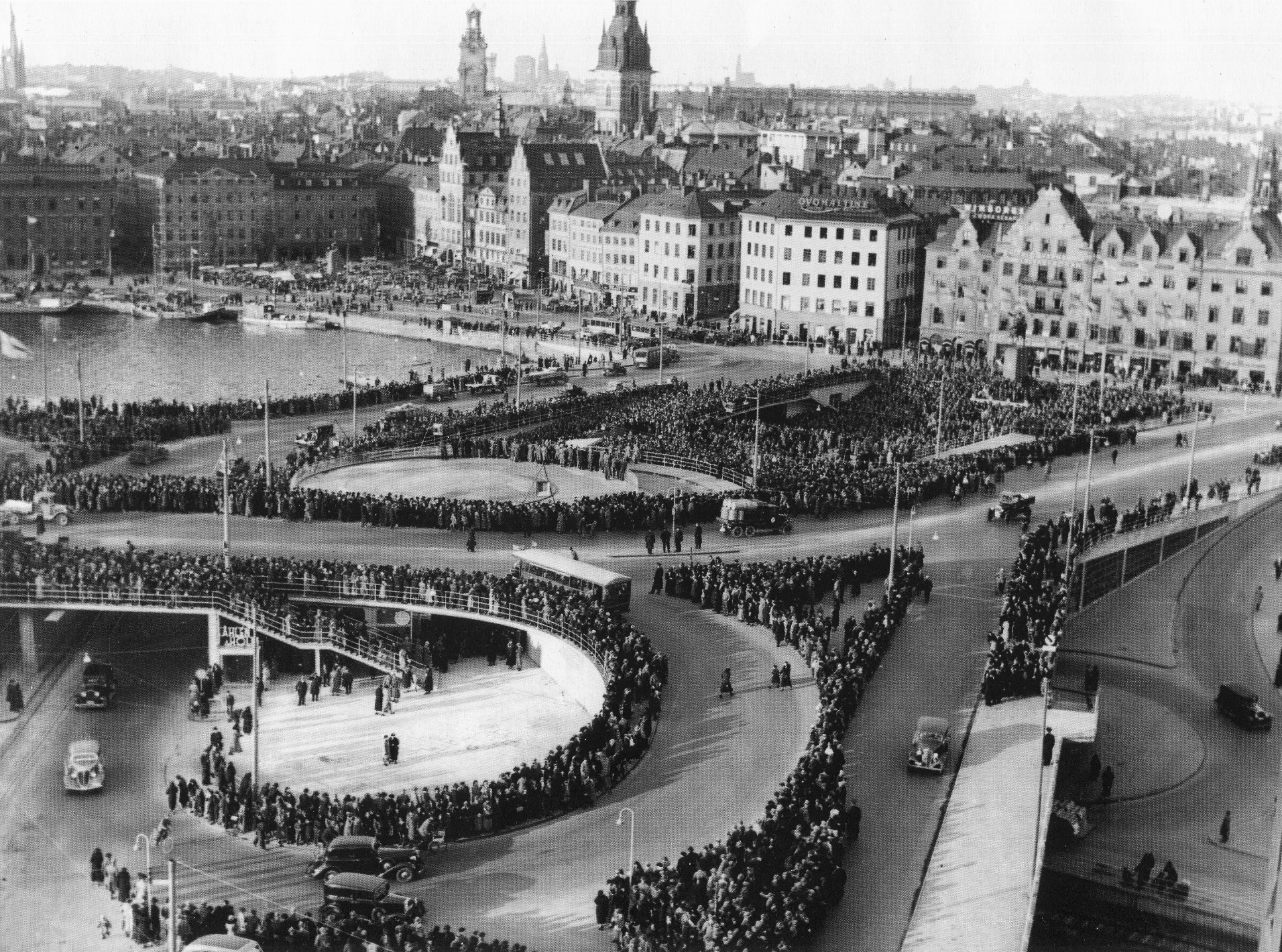
Invigningen 15 oktober 1935.
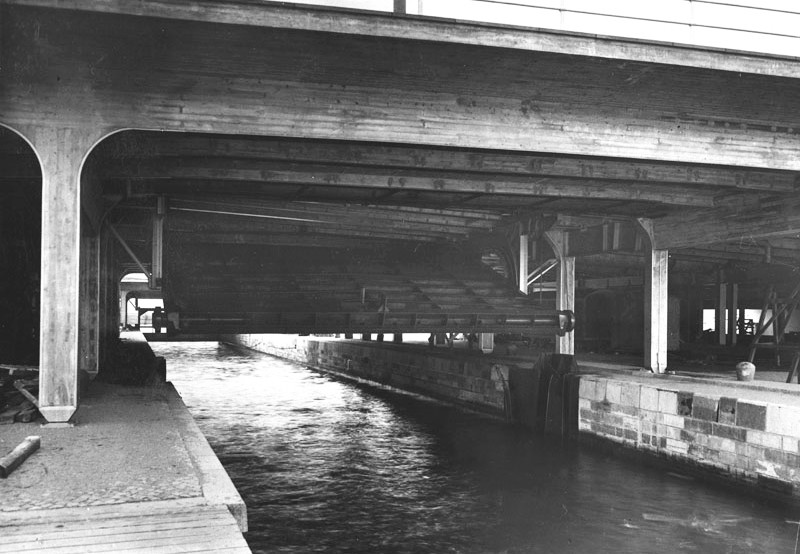
Nya Karl Johansslussen 1936.
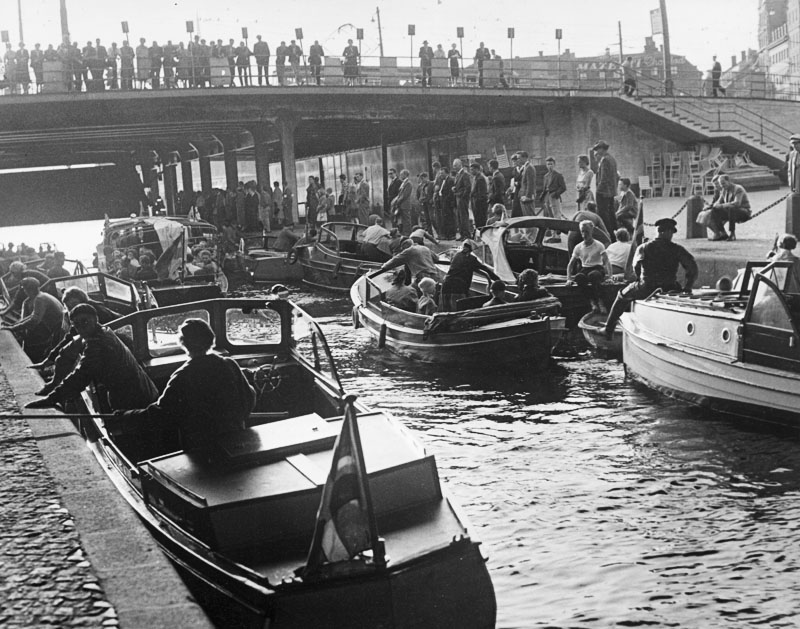
Slussning pågår 1958.
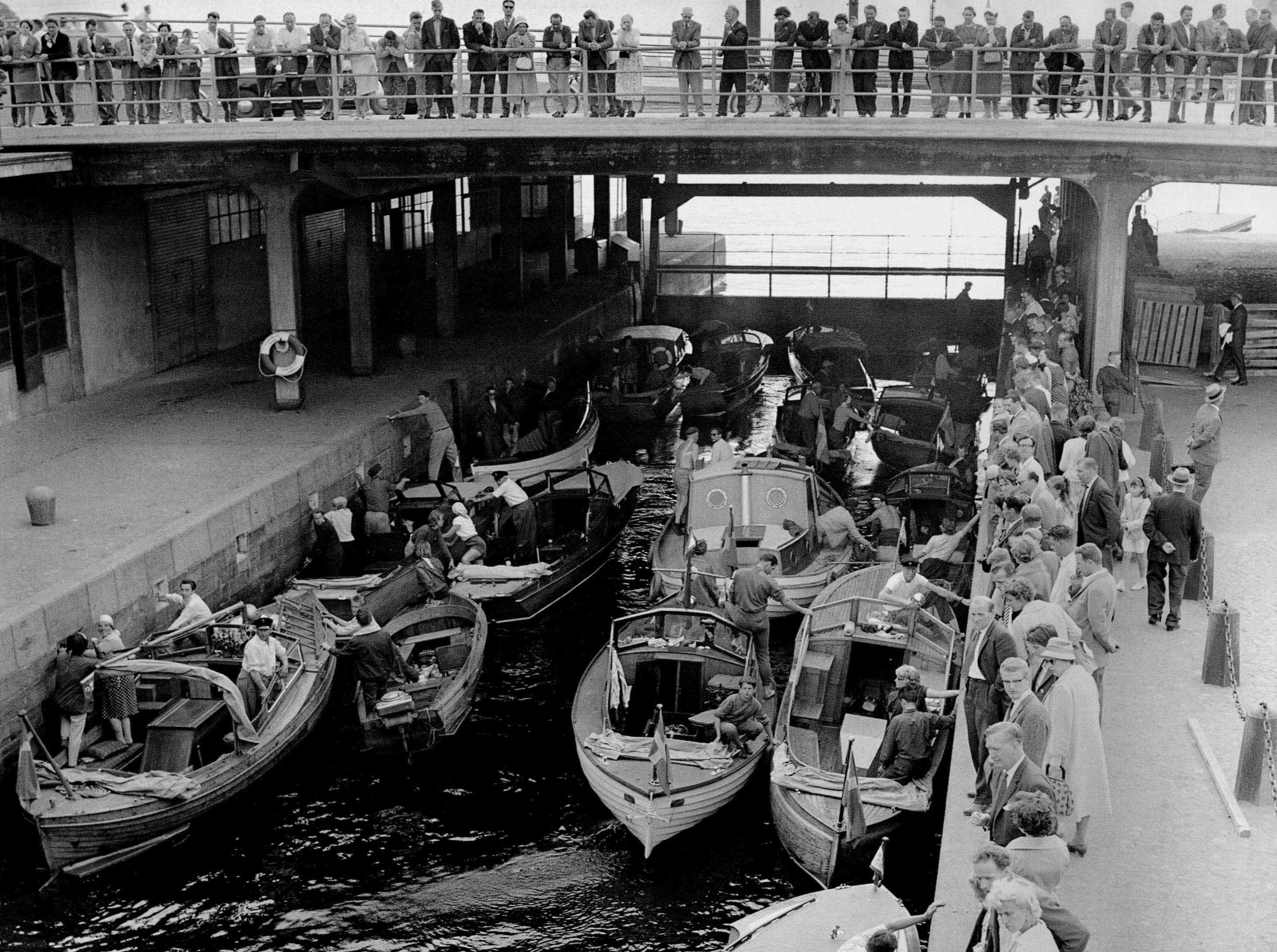
Slussning pågår 1960.

## Karl Johansslussen före Slussens ombyggnad
Enligt en byggnadsinventering utförd av Stockholms stadsmuseum 2005 var Karl Johanslussen gällande granitsidor och kajer mycket välbevarad. Även slussportarna var i god kondition. Slussmaskineriet förnyades 1977 och då tillkom även den lilla manöverhytten som hängde mellan två pelare. Tidigare manövrerades slussportarna från en manöverpulpet söder om Slusskanalen.
När Nya Slussen invigs kommer en bredare slusskanal att finnas.

## Nutida bilder

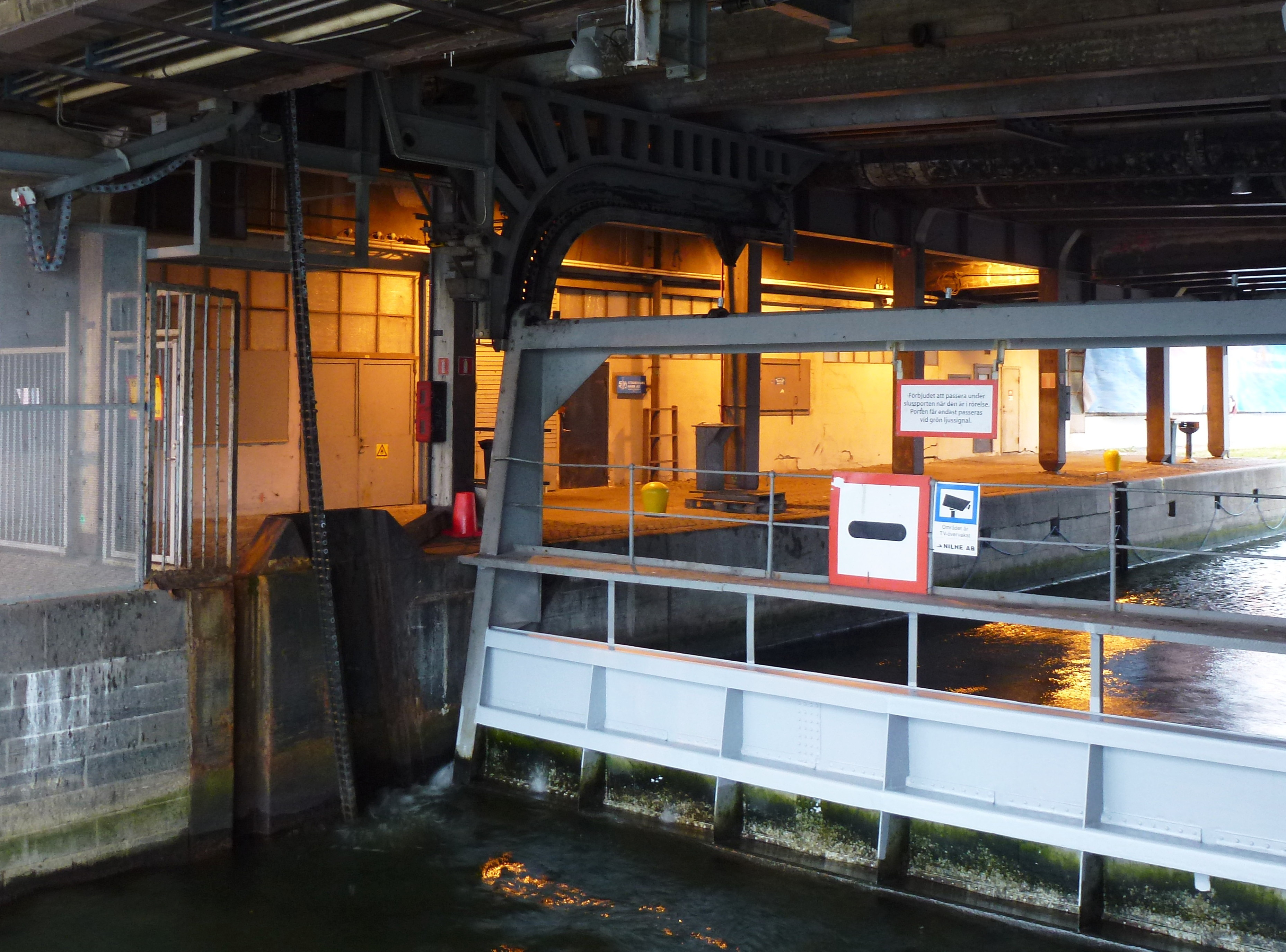
Östra slussporten 2014
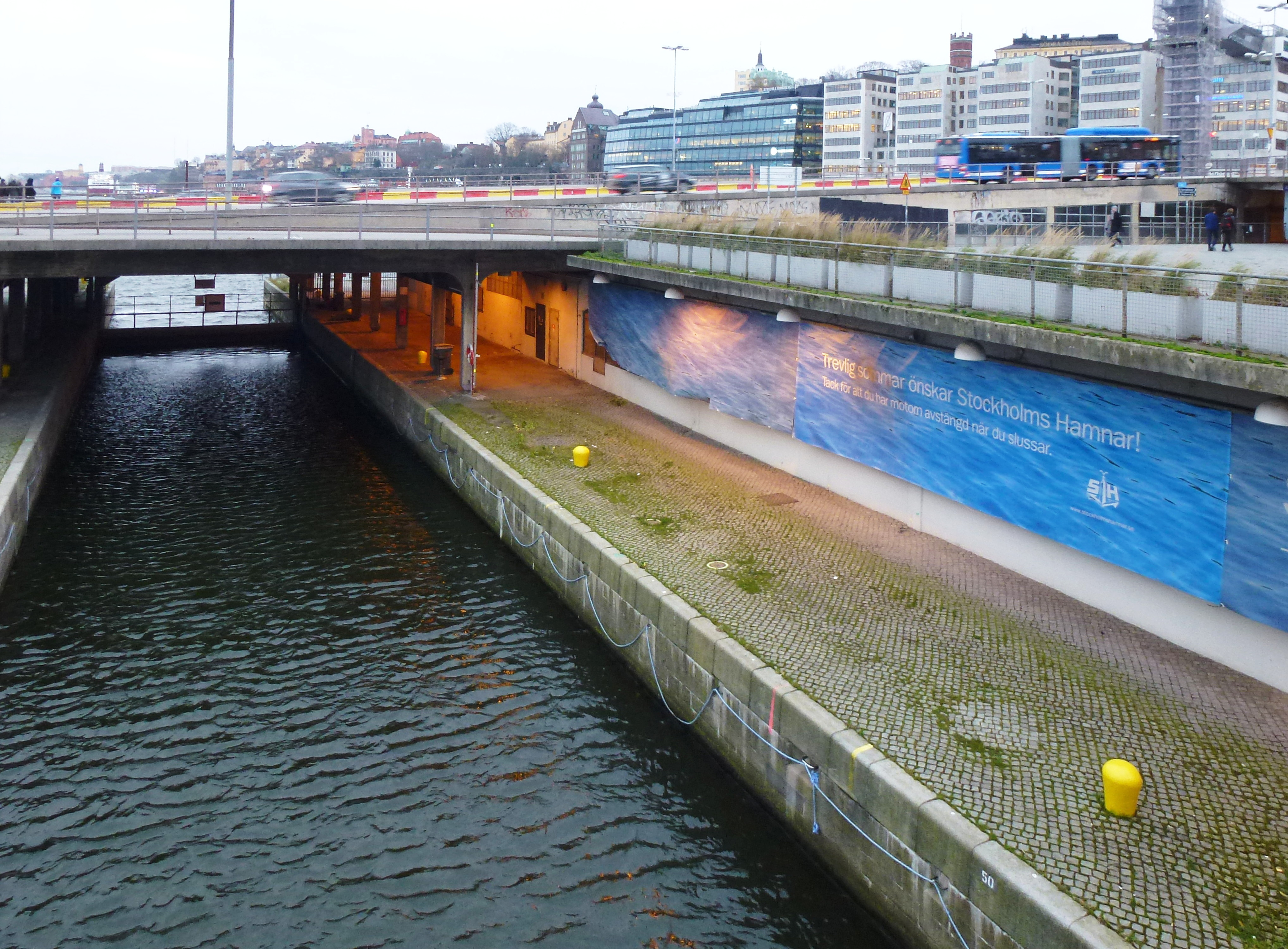
Bassängen 2014
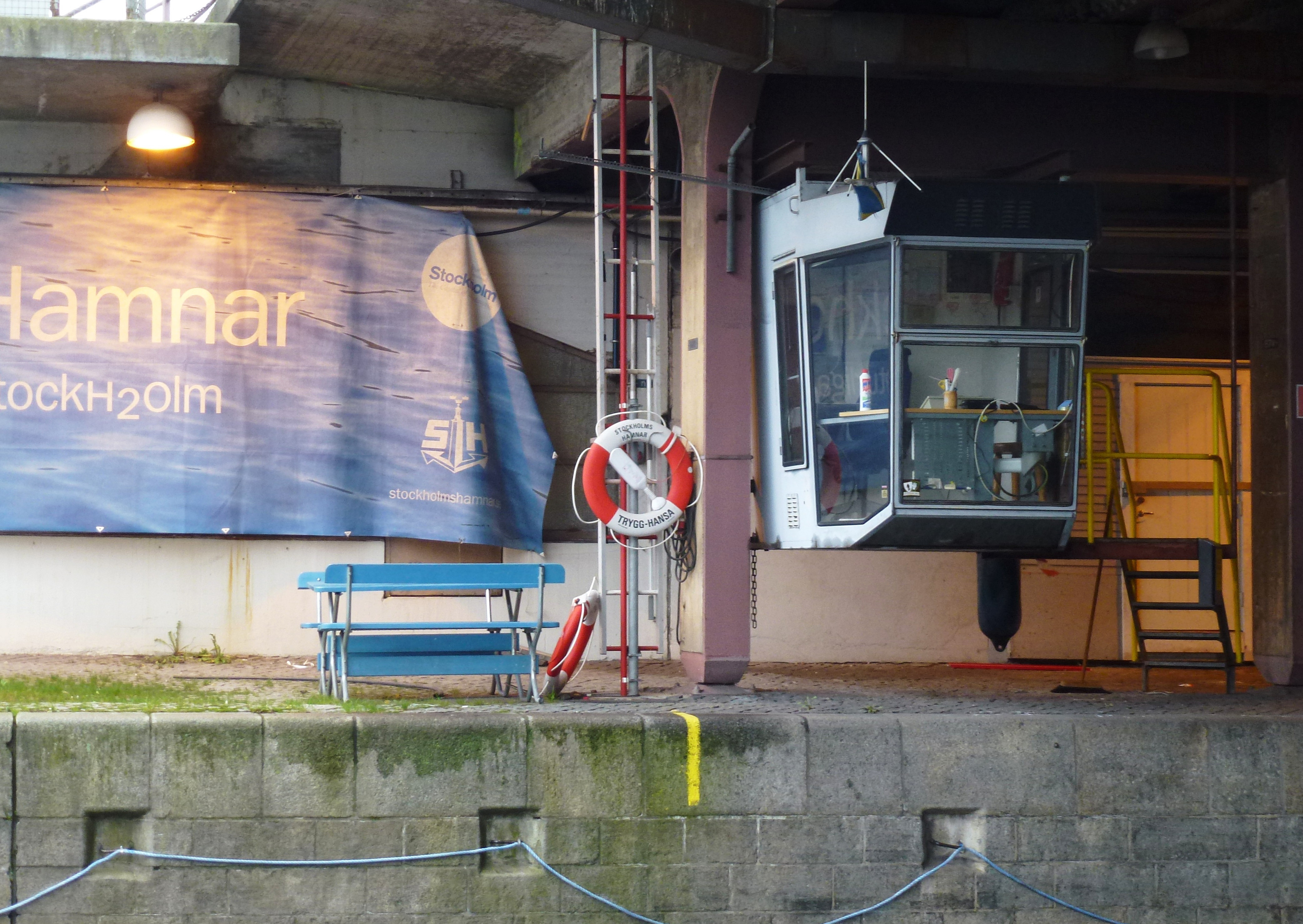
Slussvaktarens manöverhytt
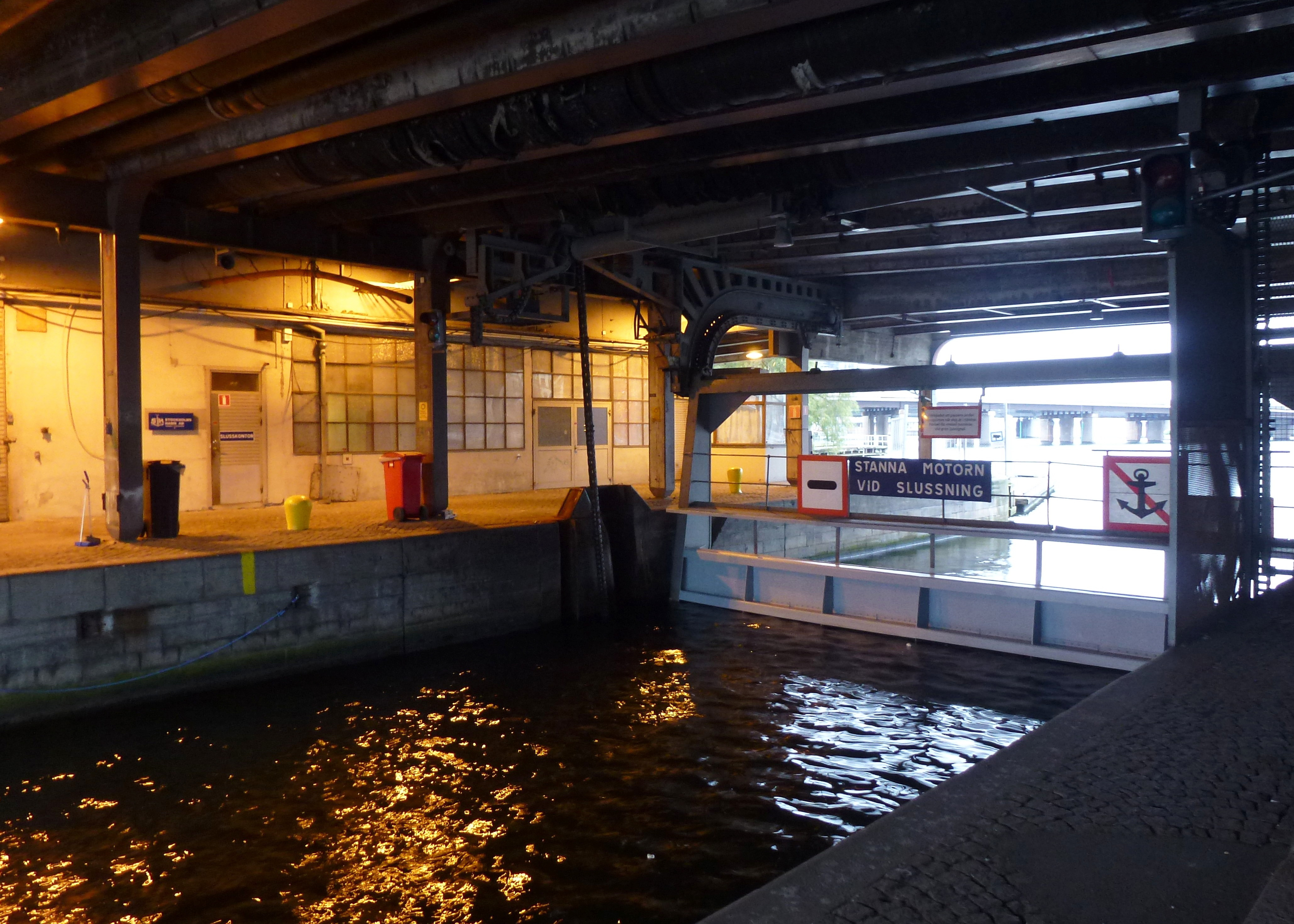
Västra slussporten 2014